# Maria Christina von Sachsen (1779–1851)

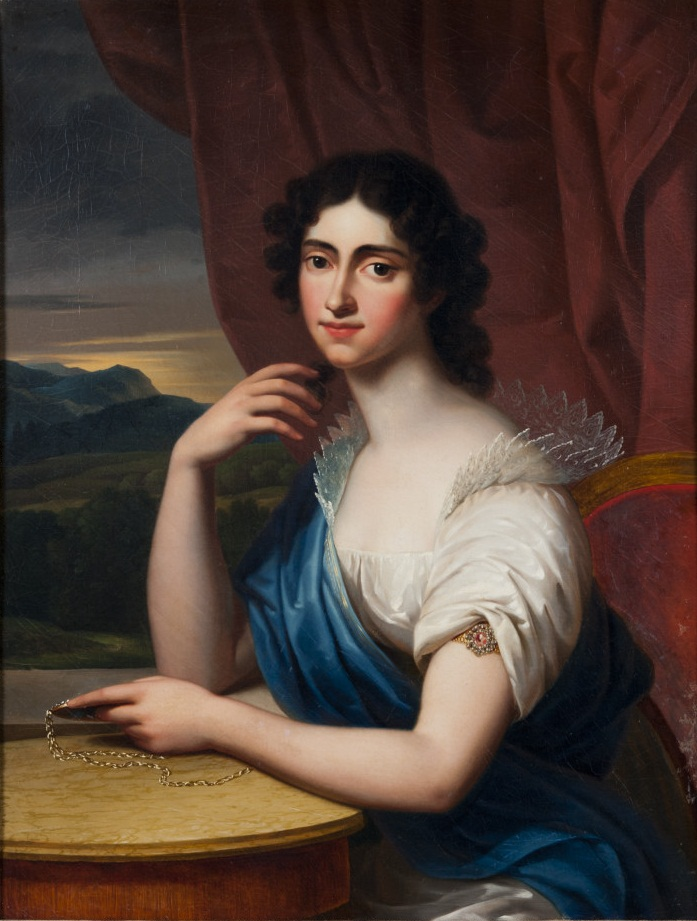
Maria Christina von Sachsen

Prinzessin Maria Christina von Sachsen, vollständiger Name Maria Christina Albertina Carolina von Sachsen (* 7. Dezember 1779 in Dresden; † 24. November 1851 in Paris) war ein Mitglied aus dem Hause der albertinischen Wettiner.

## Leben
Marie Christine war die älteste Tochter von Prinz Karl Christian von Sachsen und Polen, Herzog von Kurland und Semgallen (1733–1798) und seiner Frau, Franziska von Corvin-Krasinska (1742–1796), die Tochter des Grafen Stanislaus von Corvin-Krasinski. Ihre Großeltern väterlicherseits waren August III., Kurfürst von Sachsen und König von Polen und die Erzherzogin Maria Josepha von Österreich. Ihre Erziehung und die schulische Ausbildung lagen in den Händen mehrerer Hauslehrer und Gouvernanten. Sie wurde in Philosophie, Geographie, Literatur, Musik, Tanz und in Sprachen (Deutsch, Italienisch, Französisch, Polnisch und Englisch) unterrichtet.

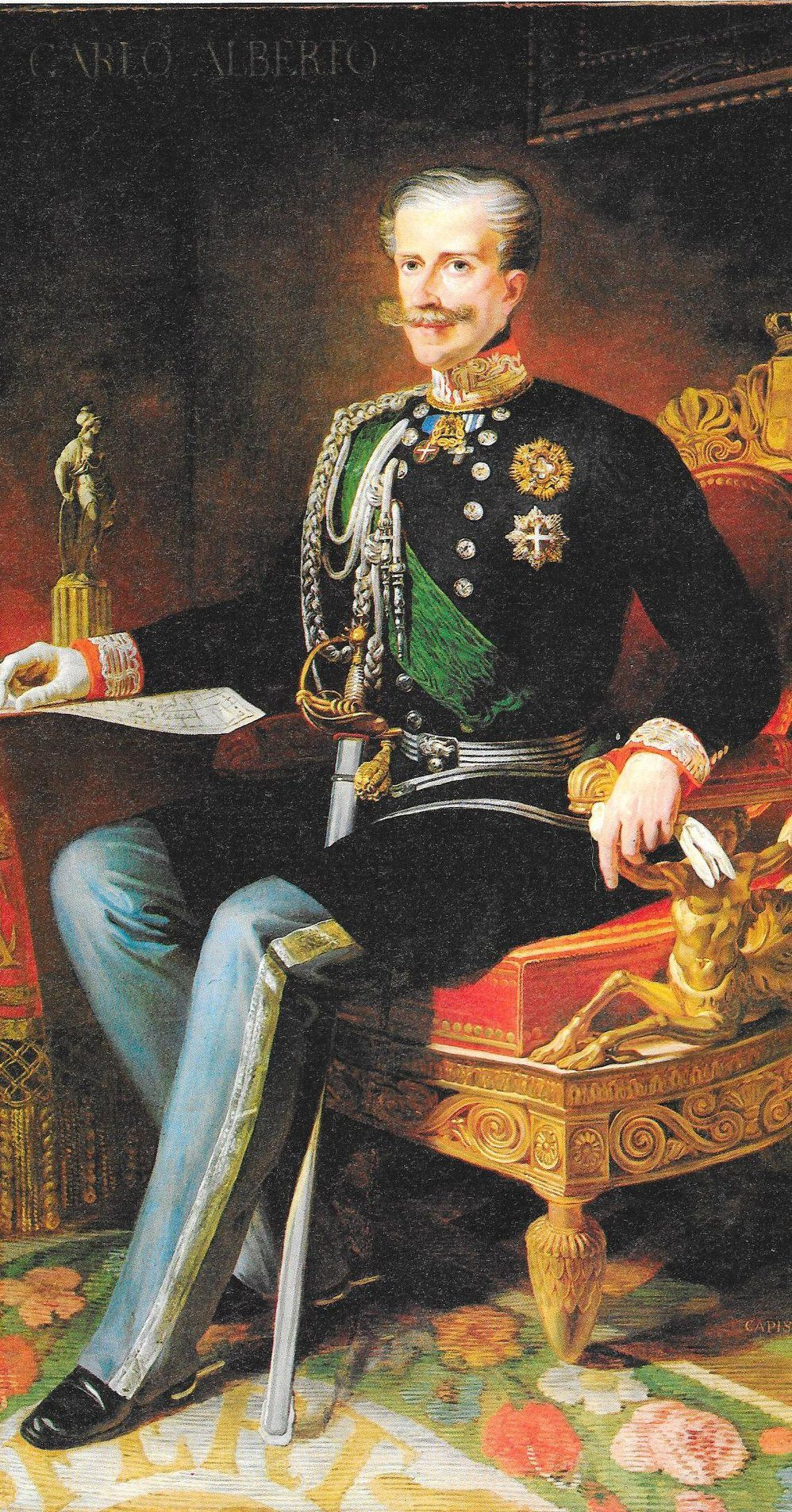
Karl Albert

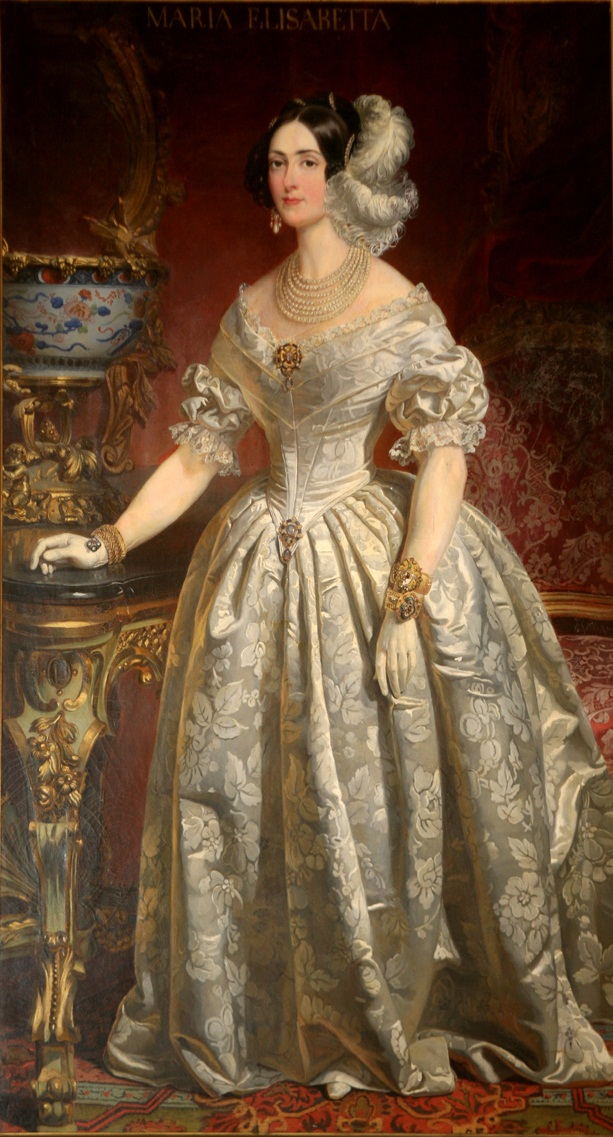
Maria Elisabeth

## Erste Ehe
Am 24. Oktober 1797 heiratete Prinzessin Maria Christina in Augsburg den italienischen Fürsten Karl Emanuel von Savoyen-Carignan (1770–1800), einziger Sohn von Fürst Viktor Amadeus II. und Prinzessin Josepha de Lorraine-Brionne. Durch Heirat wurde sie Prinzessin von Savoyen-Carignan. Karl Emmanuel starb drei Jahre nach seiner Heirat in einem französischen Gefängnis. Nach dem frühen Tod ihres Gatten wurde sie Regentin für deren gemeinsamen Sohn.
Aus der kurzen Ehe gingen zwei Kinder hervor:
- Karl Albert (1798–1849), König von Sardinien-Piemont und Herzog von Savoyen

⚭ 1817 Erzherzogin Maria Theresia von Österreich-Toskana (1801–1855)
- Maria Elisabeth (1800–1856)

⚭ 1820 Erzherzog Rainer Joseph von Österreich (1783–1853), Vizekönig von Lombardo-Venetien
1800 verwitwet, ging sie ins Exil nach Genf und Paris,
Ihr Sohn folgte als 2-Jähriger unter dem Titel eines Fürsten von Carignan seinem früh verstorbenen Vater in den französischen und piemontesischen Besitzungen unter Vormundschaft seiner Mutter. Sie weigerte sich, ihren Sohn als mutmaßlichen Thronfolger der Savoyer vom König von Sardinien aufziehen zu lassen, und fand einen calvinistischen Pastor, der dem jungen Mann liberale Ideen eintrug. Mit dem Aussterben der Hauptlinie Savoy erbte er später auch deren Titel eines Königs von Sardinien-Piemont und Herzogs von Savoyen. Sie ist somit die Großmutter von König Victor Emmanuel II. von Italien.
→ siehe auch: Stammliste des Hauses Savoyen

## Zweite Ehe
Maria Christina von Sachsen-Curland heiratete im Februar 1810 oder 1811 in Paris den um 7 Jahre jüngeren französischen Fürsten Jules Maximilien Thibault, 6. Marquis de Rumont, 1. Prince de Montléart (1787–1865). Diese standesamtliche Trauung wurde einige Jahre später in der damaligen Pariser Kirche Notre-Dame-des-Champs am 1. Juni 1814 auch kirchlich gefeiert.
Nach der Übersiedlung nach Wien, wurde dieser 1822 als Julius Maximilian von Montléart und seine Gattin und Nachkommen in den erblichen Fürstenstand erhoben. Aus dieser Ehe ging hervor:
- Jules Maurice (28. November 1807 in Avignon – 16. März 1887 in Wien), legitimiert nach der Eheschließung der Eltern als Prince de Montléart, ab 1822 Fürst Montléart-Sachsen-Curland.

⚭ 1855 Wilhelmine von Montléart
- Louise Bathilde de Montléart (20. Januar 1809 – 1823), legitimiert nach der Eheschließung ihrer Eltern;
- Berthe Maria de Montléart (1811–1831)
- Frédérique Auguste Marie Xavérine Cunégonde Julie de Montléart (11. November 1814 – 6. Juni 1885, Suizid).
- Marguerite Julia de Montléart (1822–1832)

1824 kaufte sie mit ihrem Gatten Julius Fürst Montléart in Wien ein Anwesen am Gallitzinberg mit einem renovierungsbedürftigen Schloss.

## Tod und Nachkommen
Maria Christina Fürstin Montléart-Sachsen-Curland starb am 23./24. November 1851 in Paris, im Alter von 72 Jahren, als ihr Sohn König von Sardinien und ihre Tochter, Erzherzogin von Österreich und Vizekönigin der Lombardei-Venetien war.
Nach dem Tod ihres Mannes am 19. Oktober 1865 erwarb deren Sohn Moritz das Anwesen und schenkte den Besitz seiner Frau Wilhelmine (1827–1895), die kinderlos blieb und zur Mäzenin in Wien-Ottakring wurde.
Am 28. April 1895 wurde ein Enkel der Prinzessin Maria Christina, Erzherzog Rainer, als Erbe Wilhelmine Montléarts Besitzer des Schlosses. In den Jahren 1903–1908 wurde das schon baufällige Schloss abgerissen und durch das Palais Wilhelminenberg ersetzt.

## Ehrung
Im Jahr 1897 wurde in Wien-Hernals (17. Bezirk) die Savoyenstraße nach Maria Christina von Sachsen benannt. Nach ihrer Schwiegertochter Wilhelmine sind das Wilhelminenspital, der Wilhelminenberg, die Wilhelminenstraße und die Montleartstraße in Ottakring sowie die Curlandgasse in Hernals benannt.